# 鱼鳞蕨
鱼鳞蕨（学名：Acrophorus stipellatus）为柄盖蕨科鱼鳞蕨属下的一个种。模式标本采自锡金。